# Graptopetalum bellum
Graptopetalum bellum är en fetbladsväxtart som först beskrevs av Reid Venable Moran och Meyran, och fick sitt nu gällande namn av David Richard Hunt. Graptopetalum bellum ingår i släktet Graptopetalum och familjen fetbladsväxter. Inga underarter finns listade i Catalogue of Life.

## Bildgalleri

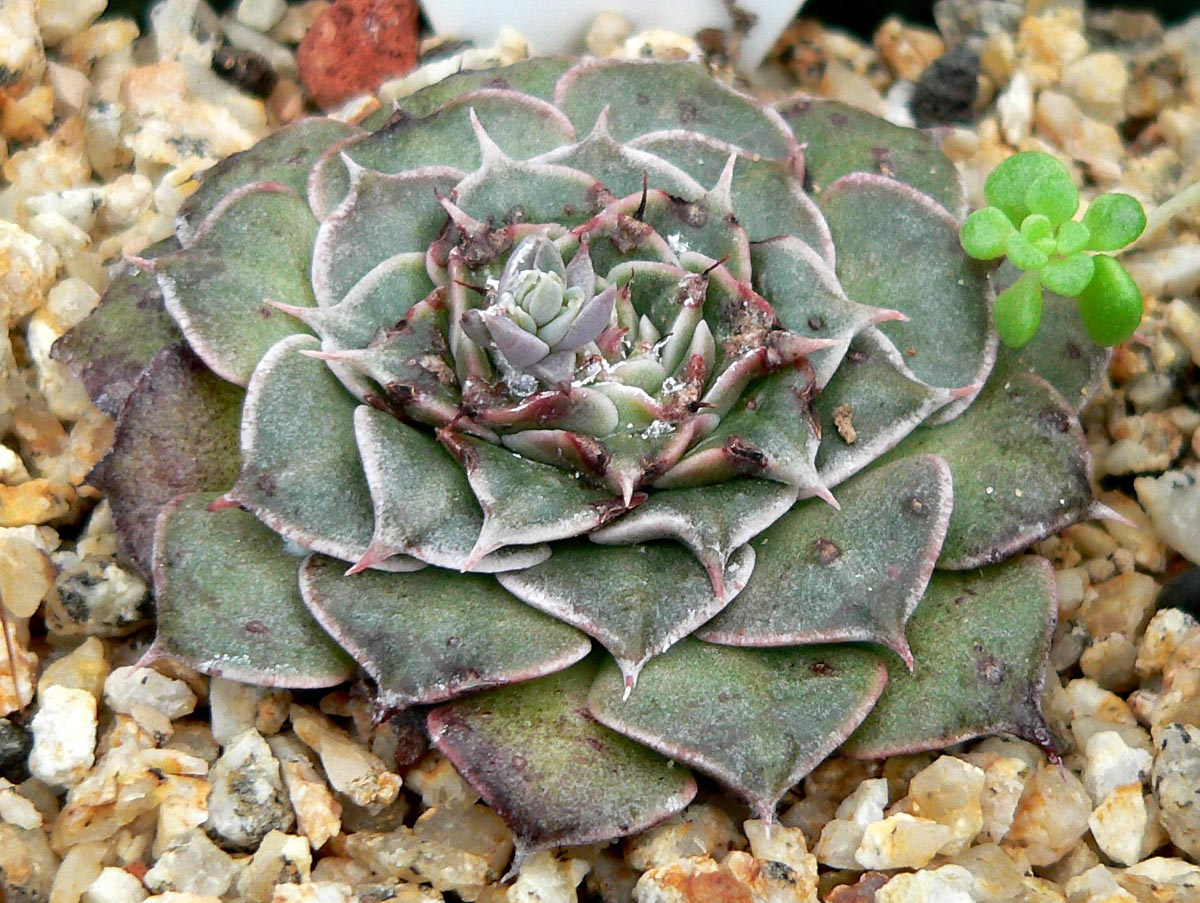
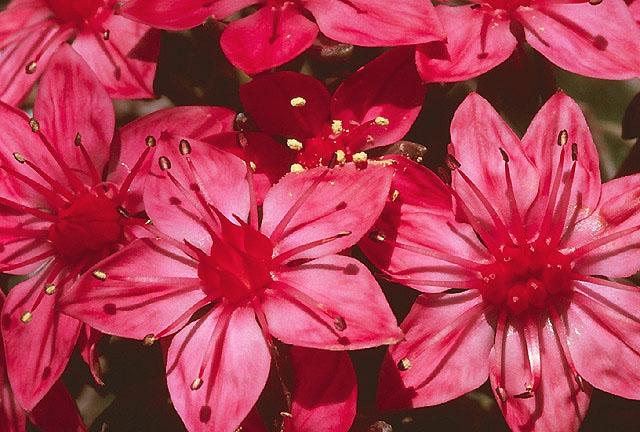
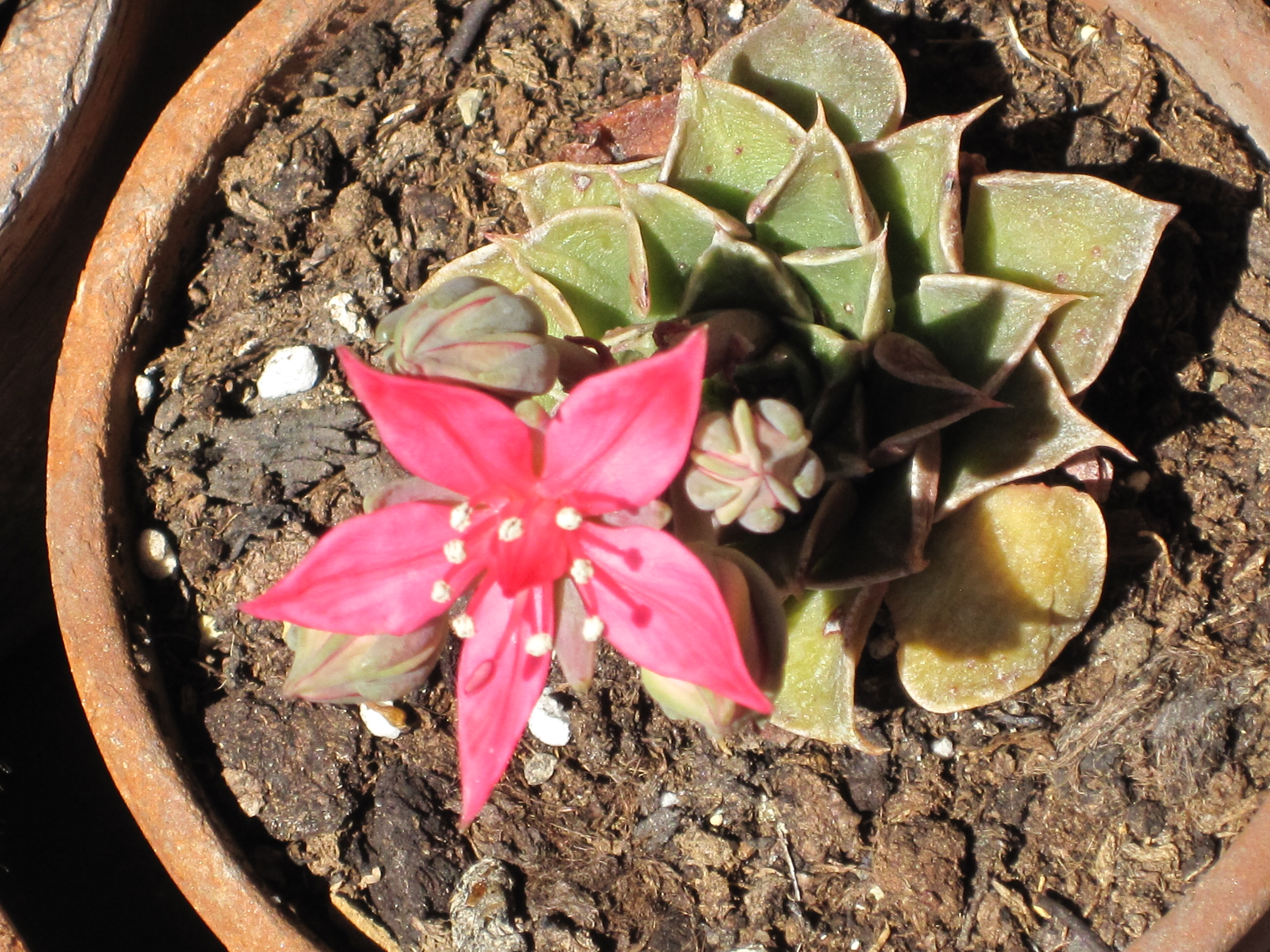